# Le Débutant (film, 1969)
Pour les articles homonymes, voir Le Débutant (film, 1986).
Pour plus de détails, voir Fiche technique et Distribution.
Le Débutant est un film français réalisé par Daniel Daert, sorti en 1969.

## Fiche technique
- Titre : Le Débutant
- Réalisation : Daniel Daert
- Scénario : Daniel Daert
- Photographie : Claudio Ventura
- Société de production : Sand Films
- Pays d'origine :  France
- Genre : Comédie
- Durée : 90 minutes
- Date de sortie : 
  - France : 24 septembre 1969

## Distribution
- Didier Dautain : Léonard
- Roger Pierre : le scénariste
- Jean-Marc Thibault : le réalisateur
- Sophie Agacinski : la vendeuse de bonbons
- Évelyne Dassas : Teresa
- Christian Le Guillochet